# Японская рыба-кабан
Японская рыба-кабан, или японский шилопёр (лат. Pentaceros japonicus), — вид лучепёрых рыб из семейства вепревых (Pentacerotidae).

## Описание
Длина тела до 25 см. Тело продолговатое, относительно высокое. Спереди заостренное. Чешуя умеренной величины, крепкая. Передний профиль головы почти прямой. Рыло заострено. В спинном плавнике 11—12 жёстких и 12—14 мягких лучей. Основание колючей части плавника длиннее мягкой части. Колючие лучи сильные. Третий колючий луч спинного плавника 1,5 раза в длине головы. Последний колючий луч ниже мягких лучей. Мягкий спинной плавник закруглён. Анальный плавник с 5 колючими лучами, из которых самый длинный — второй.  Хвостовой плавник имеет выемку. Грудные и брюшные плавники длинные. Щеки покрыты чешуей, кости головы шершавые. Нёбные зубы отсутствуют. Окраска коричнево-сероватая, снизу тела серебристая. Мягкий анальный плавник также закруглен. Брюшные плавники чёрного цвета.

## Ареал
Запад Тихого океана от юга Японии на юг до Новой Зеландии и Австралии.